# Décès en juin 2014
Décès
- 2010
- 2011
- 2012
- 2013
- 2014
- 2015
- 2016
- 2017
- 2018

Pour une information complémentaire, voir la page d'aide.

| Date     | Nom                                  | Activités | Âge | Source |
| -------- | ------------------------------------ | --- | --- | ------ |
| 1er juin | Jacques Bérard                       | Homme politique français. | 84  |        |
| 1er juin | Marinho Chagas                       | Footballeur brésilien. | 62  | (pt)   |
| 1er juin | Ann B. Davis                         | Actrice américaine. | 88  | (en)   |
| 1er juin | Karlheinz Hackl                      | Acteur autrichien. | 65  | (de)   |
| 1er juin | Jay Lake                             | Écrivain américain. | 49  |        |
| 1er juin | Valentin Mankin                      | Skipper soviétique (ukrainien), triple champion olympique (1968, 1972, 1980) et médaillé d'argent olympique (1976).            | 75  | (it)   |
| 1er juin | Noura                                | Chanteuse algérienne. | 72  |        |
| 1er juin | Joseph Olita                         | Acteur Kényan. | 70  | (en)   |
| 2 juin   | Guennadi Goussarov                   | Footballeur puis entraîneur soviétique (russe).                                                                                | 77  | (ru)   |
| 2 juin   | Duraisamy Simon Lourdusamy           | Cardinal indien. | 90  | (it)   |
| 2 juin   | Maciej Łukaszczyk                    | Pianiste polonais. | 80  | (de)   |
| 2 juin   | Alexander Shulgin                    | Pharmacologue et chimiste américain.                                                                                           | 88  | (en)   |
| 2 juin   | Marjorie Stapp                       | Actrice américaine. | 92  | (en)   |
| 2 juin   | Jean Valleix                         | Homme politique français. | 86  |        |
| 4 juin   | François Dufour                      | Homme politique belge. | 76  |        |
| 4 juin   | Jos Ghysen                           | Écrivain belge (flamand) et animateur de radio et de télévision.                                                               | 88  |        |
| 4 juin   | Chester Nez                          | Vétéran américain de la Seconde Guerre mondiale.                                                                               | 93  | (en)   |
| 4 juin   | Walter Winkler                       | Footballeur puis entraîneur polonais.                                                                                          | 71  | (pl)   |
| 4 juin   | Don Zimmer                           | Joueur et entraîneur américain de baseball.                                                                                    | 83  |        |
| 5 juin   | Nina Byers                           | Physicienne américaine. | 84  | (en)   |
| 5 juin   | André Corvisier                      | Historien moderniste français.                                                                                                 | 95  |        |
| 5 juin   | Jean-Pierre Haeberlin                | Aquarelliste et restaurateur français.                                                                                         | 89  |        |
| 5 juin   | Rolf Hachmann                        | Archéologue allemand. | 96  | (de)   |
| 5 juin   | Johnny Leach                         | Pongiste britannique. | 91  | (en)   |
| 6 juin   | Éric Durnez                          | Dramaturge belge. | 55  |        |
| 6 juin   | Léon Nisand                          | Résistant français, médecin hématologiste et écrivain.                                                                         | 90  |        |
| 6 juin   | Lorna Wing                           | Psychiatre britannique . | 85  | (en)   |
| 7 juin   | Dora Akunyili                        | Pharmacologue nigériane. | 59  | (en)   |
| 7 juin   | Alan Douglas                         | Producteur de musique américain.                                                                                               | 81  | (en)   |
| 7 juin   | Kevin Elyot                          | Dramaturge, acteur et scénariste britannique.                                                                                  | 62  | (en)   |
| 7 juin   | Émilienne Farny                      | Artiste peintre suisse. | 76  |        |
| 7 juin   | Fernandão                            | Joueur puis entraîneur brésilien de football.                                                                                  | 36  |        |
| 7 juin   | Jacques Herlin                       | Acteur français. | 86  |        |
| 7 juin   | Jónas Kristjánsson                   | Universitaire et romancier islandais.                                                                                          | 90  | (is)   |
| 7 juin   | Pierre Patry                         | Cinéaste québécois. | 80  |        |
| 7 juin   | Ida Schöpfer                         | Skieuse alpine suisse. | 84  |        |
| 7 juin   | Clara Schroth-Lomady                 | Gymnaste américaine, médaillée de bronze aux Jeux olympiques d'été de 1948.                                                    | 93  | (en)   |
| 7 juin   | David Tyshler                        | Escrimeur soviétique, médaillé de bronze aux Jeux olympiques d'été de 1956.                                                    | 86  | (en)   |
| 8 juin   | Alexander Imich                      | Supercentenaire américano-polonais.                                                                                            | 111 | (en)   |
| 8 juin   | Yoshihito de Katsura                 | Membre de la Maison impériale du Japon.                                                                                        | 66  | (en)   |
| 8 juin   | Veronica Lazăr                       | Actrice italienne d'origine roumaine.                                                                                          | 75  | (it)   |
| 9 juin   | Bernard Agré                         | Cardinal ivoirien, archevêque émérite d'Abidjan.                                                                               | 88  |        |
| 9 juin   | Edmund Bruggmann                     | Skieur alpin suisse, médaillé d'argent aux Jeux olympiques d'hiver de 1972.                                                    | 71  | (de)   |
| 9 juin   | Reinhard Höppner                     | Homme politique allemand. | 65  | (de)   |
| 9 juin   | Rik Mayall                           | Acteur britannique. | 56  |        |
| 9 juin   | Bob Welch                            | Joueur américain de baseball.                                                                                                  | 57  |        |
| 9 juin   | Gerd Zacher                          | Organiste allemand. | 84  | (de)   |
| 10 juin  | Sebastián Alabanda                   | Footballeur international espagnol.                                                                                            | 63  | (es)   |
| 11 juin  | José Canon                           | Homme politique belge. | 68  |        |
| 11 juin  | Michel Darbellay                     | Alpiniste suisse. | 79  |        |
| 11 juin  | Ruby Dee                             | Actrice américaine. | 91  |        |
| 11 juin  | Rafael Frühbeck de Burgos            | Chef d'orchestre espagnol. | 80  |        |
| 11 juin  | Charles Gautier                      | Homme politique français. | 69  |        |
| 11 juin  | Kunie Iwahashi                       | Écrivaine japonaise. | 79  | (ja)   |
| 11 juin  | Juan López Hita                      | Footballeur espagnol. | 69  | (es)   |
| 11 juin  | Gilles Segal                         | Acteur, scénariste, auteur dramatique, metteur en scène français d'origine roumaine.                                           | 82  |        |
| 12 juin  | Richard Arnowitt                     | Physicien américain. | 86  | (en)   |
| 12 juin  | Nabil Hemani                         | Footballeur algérien. | 34  |        |
| 12 juin  | Carla Laemmle                        | Actrice américaine. | 104 | (en)   |
| 12 juin  | Émile Legangnoux                     | Footballeur français. | 89  |        |
| 12 juin  | Gunnel Linde                         | Romancière suédoise. | 89  | (sv)   |
| 12 juin  | Jean-François Probst                 | Homme politique français. | 65  |        |
| 12 juin  | Frank Schirrmacher (de)              | Journaliste allemand. | 54  |        |
| 12 juin  | Jimmy Scott                          | Chanteur de jazz américain. | 88  |        |
| 12 juin  | Francesc Vallverdú                   | Poète espagnol. | 78  | (es)   |
| 13 juin  | Franck Duminil                       | Peintre français. | 80  |        |
| 13 juin  | Mahdi Elmandjra                      | Universitaire et futurologue marocain.                                                                                         | 81  |        |
| 13 juin  | Gyula Grosics                        | Footballeur hongrois, champion aux Jeux olympiques d'été de 1952.                                                              | 88  |        |
| 13 juin  | Berislav Klobučar                    | Chef d'orchestre croate. | 89  |        |
| 13 juin  | Marlene                              | Chanteuse brésilienne. | 91  | (pt)   |
| 13 juin  | Kurt Neumann                         | Footballeur allemand. | 90  | (de)   |
| 14 juin  | Tico                                 | Joueur brésilien de football.                                                                                                  | 36  | (pt)   |
| 14 juin  | Isabelle Collin Dufresne             | Artiste franco-américaine. | 78  |        |
| 14 juin  | José Gómez Lucas                     | Coureur cycliste espagnol. | 70  | (es)   |
| 14 juin  | Robert Lebeck                        | Photojournaliste allemand. | 85  | (de)   |
| 14 juin  | Steve London                         | Acteur américain. | 85  | (en)   |
| 14 juin  | Francis Matthews                     | Acteur britannique. | 86  | (en)   |
| 14 juin  | James McEwan                         | Céiste américain, médaillé de bronze aux Jeux olympiques d'été de 1972.                                                        | 61  | (en)   |
| 14 juin  | Ivor Mendonca                        | Joueur guyanien de cricket. | 79  | (en)   |
| 14 juin  | Viliami Tupoulahi Mailefihi Tukuʻaho | Homme politique tongien. | 57  | (en)   |
| 15 juin  | Jacques Bergerac                     | Acteur français. | 87  |        |
| 15 juin  | Giancarlo Danova                     | Joueur puis entraineur de football italien.                                                                                    | 75  | (it)   |
| 15 juin  | Hans E. Deutsch                      | Peintre suisse. | 87  |        |
| 15 juin  | Casey Kasem                          | Acteur américain. | 82  | (en)   |
| 15 juin  | Daniel Keyes                         | Écrivain américain. | 86  | (en)   |
| 15 juin  | Piet Oellibrandt                     | Coureur cycliste belge. | 78  | (nl)   |
| 16 juin  | Charles Barsotti                     | Dessinateur américain. | 80  | (en)   |
| 16 juin  | Tony Gwynn                           | Joueur de baseball américain.                                                                                                  | 54  |        |
| 17 juin  | Patsy Byrne                          | Actrice britannique. | 80  | (en)   |
| 17 juin  | Mario Llamas                         | Joueur mexicain de tennis. | 86  | (es)   |
| 17 juin  | Jorge Romo                           | Footballeur mexicain. | 90  | (es)   |
| 17 juin  | Hannes Thanheiser                    | Acteur autrichien. | 88  | (de)   |
| 18 juin  | Stephanie Kwolek                     | Chimiste américaine. | 90  | (en)   |
| 18 juin  | Claire Martin                        | Femme de lettres québécoise.                                                                                                   | 100 |        |
| 18 juin  | Horace Silver                        | Pianiste et compositeur américain de jazz.                                                                                     | 85  | (en)   |
| 19 juin  | Gerry Goffin                         | Parolier américain. | 75  | (en)   |
| 19 juin  | Ibrahim Touré                        | Footballeur ivoirien. | 28  |        |
| 20 juin  | Claude-Annie Gugenheim               | Pédagogue juive française. | ??  |        |
| 20 juin  | Florica Lavric                       | Rameuse roumaine, championne aux Jeux olympiques d'été de 1984.                                                                | 52  | (ro)   |
| 20 juin  | Murat Sökmenoğlu                     | Homme politique turc. | 69  | (tr)   |
| 20 juin  | Jaroslav Walter                      | Hockeyeur sur glace tchécoslovaque, médaillé de bronze aux Jeux olympiques d'hiver de 1964.                                    | 75  | (sl)   |
| 21 juin  | Hélène Cadou                         | Poétesse française. | 92  |        |
| 21 juin  | Alexandre Chadrine                   | Footballeur ouzbek. | 25  | (ru)   |
| 21 juin  | Gerry Conlon                         | Personnalité irlandaise, membre des Guildford Four.                                                                            | 60  | (en)   |
| 21 juin  | Walter Kieber                        | Homme politique liechtensteinois, chef du gouvernement (1974-1978).                                                            | 83  | (de)   |
| 21 juin  | Jimmy C. Newman                      | Chanteur américain de musique country.                                                                                         | 86  | (en)   |
| 22 juin  | Fouad Ajami                          | Universitaire américain d'origine libanaise, directeur du programme d'études sur le Moyen-Orient à l'Université Johns-Hopkins. | 68  | (en)   |
| 22 juin  | Léon Mercadet                        | Journaliste français. | 64  |        |
| 22 juin  | Bruno Zumino                         | Physicien italien. | 91  | (en)   |
| 23 juin  | Małgorzata Braunek                   | Actrice polonaise. | 67  | (pl)   |
| 23 juin  | Marie Jacq                           | Femme politique française. | 94  |        |
| 24 juin  | Mohamed Bouzid                       | Artiste peintre et graveur algérien.                                                                                           | 84  |        |
| 24 juin  | Olga Kotelko                         | Athlète canadienne. | 95  | (en)   |
| 24 juin  | Lee McBee                            | Musicien de blues américain.                                                                                                   | 63  | (en)   |
| 24 juin  | Paolo Salvati                        | Peintre italien. | 75  | (it)   |
| 24 juin  | Ramón José Velásquez                 | Historien, journaliste, écrivain, avocat et homme d'État vénézuélien                                                           | 97  | (en)   |
| 24 juin  | Eli Wallach                          | Acteur américain. | 98  |        |
| 25 juin  | Harry Arlt                           | joueur et entraîneur de football allemand.                                                                                     | 87  | (de)   |
| 25 juin  | Hubert Bourdy                        | Cavalier français, médaillé de bronze aux Jeux olympiques d'été de 1988 et de 1992.                                            | 57  |        |
| 25 juin  | Salwa Bugaighis                      | Avocate et militante libyenne des droits de l'homme.                                                                           | 48  |        |
| 25 juin  | Nigel Calder                         | Écrivain scientifique britannique.                                                                                             | 82  | (en)   |
| 25 juin  | Ana María Matute                     | Écrivaine espagnole. | 88  | (es)   |
| 26 juin  | Lidia Alexeyeva                      | Basketteuse puis sélectionneuse soviétique.                                                                                    | 89  | (ru)   |
| 26 juin  | Howard Baker                         | Homme politique américain. | 88  | (en)   |
| 26 juin  | Michel Dasseux                       | Homme politique français. | 77  |        |
| 26 juin  | Julius Rudel                         | Chef d'orchestre américain. | 93  | (en)   |
| 26 juin  | Michael Henry Wilson                 | Réalisateur américano-français, producteur, critique et historien du cinéma.                                                   | 67  | (en)   |
| 27 juin  | Leslie Manigat                       | Homme politique haïtien, président de la République (1988).                                                                    | 83  |        |
| 27 juin  | Rachid Solh                          | Homme politique libanais, Premier ministre (1974-1975, 1992).                                                                  | 88  |        |
| 27 juin  | Bobby Womack                         | Chanteur américain. | 70  |        |
| 28 juin  | Edmond Blanchard                     | Avocat canadien, homme politique, puis juge.                                                                                   | 60  | (en)   |
| 28 juin  | Meshach Taylor                       | Acteur américain. | 67  | (en)   |
| 29 juin  | Damian D'Oliveira                    | Joueur anglais de cricket. | 53  | (en)   |
| 29 juin  | Paul Horn                            | Flûtiste américain de jazz. | 84  | (en)   |
| 30 juin  | Pierre Bec                           | Romaniste français. | 92  | (ca)   |
| 30 juin  | Álvaro Corcuera                      | Prêtre catholique mexicain. | 56  | (en)   |
| 30 juin  | Christian Führer (de)                | Pasteur protestant allemand.                                                                                                   | 71  |        |
| 30 juin  | Bob Hastings                         | Acteur américain. | 89  | (en)   |
| 30 juin  | Paul Mazursky                        | Réalisateur et acteur américain.                                                                                               | 84  | (en)   |
| 30 juin  | Frank M. Robinson                    | Écrivain américain de science-fiction.                                                                                         | 87  | (en)   |
| 30 juin  | Maria Luisa Spaziani                 | Poétesse italienne. | 91  | (it)   |
| 30 juin  | Željko Šturanović                    | Homme politique monténégrin, membre du Parti démocratique socialiste du Monténégro, Premier ministre (2006-2008).              | 54  | (bs)   |